# Росано
Росано (итал. Rossano) град је у јужној Италији. То је трећи по величини и значају град округа Козенца у оквиру италијанске покрајине Калабрија.

## Природне одлике
Град Росано налази се у североисточном делу Калабрије, на 150 км северно од седишта покрајине, града Катанцара. Град се сместио близу западне обале Тиренског мора (10 км), али није на мору. Стари део града се налази на стрмом брду изнад приморске равнице, на око 270 m надморске висине. Нови део града је у равници испод старог дела. Јужно од града стрмо се издижу крајње јужни Апенини.

## Географија
| Клима (Росано)           | Клима (Росано) | Клима (Росано) | Клима (Росано) | Клима (Росано) | Клима (Росано) | Клима (Росано) | Клима (Росано) | Клима (Росано) | Клима (Росано) | Клима (Росано) | Клима (Росано) | Клима (Росано) | Клима (Росано) |
| Показатељ \ Месец        | .Јан.          | .Феб.          | .Мар.          | .Апр.          | .Мај.          | .Јун.          | .Јул.          | .Авг.          | .Сеп.          | .Окт.          | .Нов.          | .Дец.          | .Год.          |
| ------------------------ | -------------- | -------------- | -------------- | -------------- | -------------- | -------------- | -------------- | -------------- | -------------- | -------------- | -------------- | -------------- | -------------- |
| Средњи максимум, °C (°F) | 16 (61)        | 16 (61)        | 16 (61)        | 23 (73)        | 27 (81)        | 35 (95)        | 35 (95)        | 35 (95)        | 32 (90)        | 24 (75)        | 19 (66)        | 16 (61)        | 35 (95)        |
| Средњи минимум, °C (°F)  | 10 (50)        | 10 (50)        | 12 (54)        | 16 (61)        | 16 (61)        | 26 (79)        | 29 (84)        | 29 (84)        | 22 (72)        | 16 (61)        | 12 (54)        | 10 (50)        | 10 (50)        |
| [ тражи се извор ]       |                |                |                |                |                |                |                |                |                |                |                |                |                |

## Становништво
Према резултатима пописа становништва 2011. у општини је живело 36.347 становника.
| 1931.  | 1936.  | 1951.  | 1961.  | 1971.  | 1981.  | 1991.  | 2001.  | 2011.  |
| ------ | ------ | ------ | ------ | ------ | ------ | ------ | ------ | ------ |
| 14.845 | 15.393 | 20.171 | 23.304 | 25.321 | 31.528 | 33.694 | 35.835 | 36.347 |

Росано данас има око 38.000 становника, махом Италијана. То је 3 пута више становништва него пре 100 година.

## Партнерски градови
- Grottaferrata